# Kolarstwo na Światowych Wojskowych Igrzyskach Sportowych 1995
Kolarstwo na 1. Światowych Wojskowych Igrzyskach Sportowych – zawody kolarskie, które odbywały się we włoskim Rzymie we wrześniu 1995 roku podczas światowych igrzysk wojskowych.

## Rezultaty
| Konkurencja                       | Złoto                        | Złoto   | Srebro                     | Srebro  | Brąz                      | Brąz    |
| Konkurencja                       | Drużyna / Zawodnik           | Wynik   | Drużyna / Zawodnik         | Wynik   | Drużyna / Zawodnik        | Wynik   |
| kolarstwo szosowe                 |                              |         |                            |         |                           |         |
| Indywidualna jazda na czas 30 km  | Christophe Bassons · Francja | 33:54   | Gianfranco Contri · Włochy | 34:14   | Michael Rich · Niemcy     | 34:21   |
| Wyścig ze startu wspólnego 150 km | Giuliano Figueras · Włochy   | 3:30:49 | Siergiej Iwanow · Rosja    | 3:30:51 | Gennadi Michaiłow · Rosja | 3:30:54 |
| kolarstwo górskie                 |                              |         |                            |         |                           |         |
| Cross-Country                     | Kris Wouters · Belgia        |         | David Lefèvre · Francja    |         | Julien Almansa · Francja  |         |

## Klasyfikacja medalowa
* Gospodarz zawodów został zaznaczony tym kolorem.
| Miejsce           | Reprezentacja     | Złoto | Srebro | Brąz | Razem |
| ----------------- | ----------------- | ----- | ------ | ---- | ----- |
| 1                 | Francja           | 1     | 1      | 1    | 3     |
| 2                 | Włochy *          | 1     | 1      | 0    | 2     |
| 3                 | Belgia            | 1     | 0      | 0    | 1     |
| 4                 | Rosja             | 0     | 1      | 1    | 2     |
| 5                 | Niemcy            | 0     | 0      | 1    | 1     |
| Ogółem (5 państw) | Ogółem (5 państw) | 3     | 3      | 3    | 9     |

Źródło: